# Charles Leirens
Charles Leirens (Gand, 4 marzo 1888 – Bruxelles, 11 aprile 1963) è stato un musicista e fotografo belga.

## Biografia
Nella città dove nacque compì tutto il ciclo di studi, laureandosi in giurisprudenza. Fin da piccolo studiò pianoforte e all'età di otto anni iniziò a dare concerti, approfondendo anche contrappunto e composizione. Nel corso della prima guerra mondiale, Leirens operò per i servizi belgi a Londra e nel 1919 divenne segretario della "Fondation Universitaire Belgique". Nel 1928 fu il primo direttore generale del Palais des Beaux-Arts di Bruxelles in cui organizzò mostre, conferenze, eventi, considerati tutti di grande qualità, ma troppo costosi. Costretto a lasciare l'incarico quando il Palais prese ad affidare a delegare a società esterne le sue attività per risparmiare. Decise perciò di dare vita alla "Maison d'Art" (1933) con concerti, conferenze, mostre. Egli concepiva la propria direzione artistica verso terriutori meno consueti e populisti o verso chi si affida a riconosciuti personaggi internazionali. Nello stesso periodo fondò la "Revue Internationale de Musique" (1936-1952), di cui fu il primo direttore, assieme con Stanislas Dotremont, che diresse dopo di lui, e a Jean Absil.
Parallelamnte alla sua attività di musicista e di direttore artostico in campo musicale, nasceva la sua passione per la fotografia, utilizzando una Rolleiflex ed incuriosito attraverso alcuni maestri tedeschi. Nacquero così, grazie anche alle sue frequentazioni musicali e letterarie, numerosi ritratti di personalità dell'epoca, alcuni dei quali fotografati più volte anche dopo la guerra, in particolare di lingua francofona, quali: Jacob Epstein (1929), Roger Fry (1933), August Vermeylen (1934), André Gide (1935), Colette (1935, 1950), François Mauriac (1935, 1957), James Ensor (1933), Paul Valéry (1934), Ossip Zadkine (1935), Aristide Maillol (1935), Béla Bartók (1944), Henry Moore (1946), Marc Chagall (1948, 1952), Gaby Casadesus (1950), Jean Cocteau (1957), Charles Leplae (1958), Paul Delvaux (1958), Andre Malraux (1958), Gaston Bachelard (1958), Eugène Ionesco (1958), Franz Hellens (1960), René Magritte (1960).
Ricevette un invito dalla New School for Social Research di New York per tenere un corso di fotografia e musicologia. Ciò servì a convincere Leirens a lasciare l'Europa ormai in preda al nazismo e alla seconda guerra mondiale e ad emigrare negli Stati Uniti nel 1940-41. Fu uno dei molti fotografi su una delle ultime navi passeggeri a salpare per l'America. Con lui a bordo della SS Winnipeg, battente bandiera francese del governo fantoccio di Vichy, c'erano Josef Breitenbach (1896-1984), Ylla, Ilse Bing, Fred Stein (1909-1967), Yolla Niclas (1900-1977). Il fotografo e giornalista Fritz Neugass (1899-1979) scrisse un resoconto del viaggio, uscito nel 1951. La nave fu costretta a fermarsi a Port of Spain (Trinidad), e i passeggeri vennero sistemati in un campo di internamento da parte degli inglesi. Leirens era invece un alleato perciò gli fu permesso di vivere in un hotel e vi rimase per undici mesi e vi tenne una mostra mostra fotografica durante il suo soggiorno.
Dal suo arrivo a New York scrisse libri sulla musica e sul folklore belga e dal 1942 al 1951 tenne numerosi corsi di musica. In campo fotografico iniziò ad insegnare alla New School for Social Research nel 1947 con il corso "Ritratti con fotocamere in miniatura", che ripeté l'anno successivo e che continuerà fino al 1952. Saranno docenti presso quella scuola nello stesso periodo: Lisette Model, Marion Palfi, Alexey Brodovitch, Tim Gidal e il disegnatore e giornalista Kurt Safranski. Al termine della guerra era stato a Porto Rico e in Marocco nel 1948 dove aveva scattato varie fotografie, poi esposte anche alla scuola. Nel 1952 rientrò in Europa, a Parigi.
Leirens, nello stesso anno, sposò Virginia Haggard, figlia di un diplomatico britannico e, in precedenza, moglie del pittore, John McNeill, che Leirens incontrò con Marc Chagall, con cui lei aveva convissuto per sette anni e madre del loro figlio, il paroliere, scrittore e cantante David McNeil, nato nel 1946. Chagall sposò la sua governante, Valentina Brodsky nel 1952, tre mesi dopo Leirens. Il piccolo David andrà a vivere con la madre ed il padre adottivo.
La foto dei bambini che con i sassi costruiscono una casa, scattata in Marocco nel 1948, fu scelta da Edward Steichen per la mostra The Family of Man, inaugurata nel 1955 al Museum of Modern Art di New York, e che sarà ospitata in varie sedi in tutti i continenti, verrà visitata da oltre nove milioni di persone. La salute di Leirens però andrà peggiorando a partire dal 1954 e dopo una parziale ripresa, morirà nel 1963.
Anche se parte delle sue opere fanno parte della collezione del Musée de la photographie di Charleroi, il nome di questo fotografo sembra pressoché dimenticato poiché dagli anni Sessanta non si sono tenute retrospettive o mostre di Leirens, salvo l'esposizione di alcuni ritratti di Béla Bartók, Marc Chagall, André Gide e André Malraux in una collettiva allo Smithsonian Institution nel 1969.